# ويليام كوران
ويليام كوران هو محامي وسياسي أمريكي، ولد في 12 أبريل 1885، وتوفي في 4 أكتوبر 1951. نشط حزبياً في الحزب الديمقراطي. وقد انتخب عضو مجلس ولاية ماريلند ‏.